# Canavalia piperi
Canavalia piperi là một loài thực vật có hoa trong họ Đậu. Loài này được Killip & J.F.Macbr. miêu tả khoa học đầu tiên.